# Higgins-Canyon
Der Higgins-Canyon ist eine steilwandige und vereiste Schlucht im westantarktischen Marie-Byrd-Land. In der Ohio Range der Horlick Mountains liegt sie unmittelbar östlich des Schulthess Buttress an der Nordseite des Buckeye Table.
Das Advisory Committee on Antarctic Names benannte den Canyon 1962 nach Merwyn D. Higgins, Geologe einer Mannschaft der Ohio State University, die zwischen 1961 und 1962 die Horlick Mountains erkundet hatte.